# Лилия Райчева
Лилия Райчева Тодорова-Коларова, известна като Лилия Райчева, е български професор във Факултета по журналистика и масова комуникация към Софийски университет „Свети Климент Охридски“, създател на предаването „Минута е много“ и бивш член на Съвета за електронни медии (мандат 2001 – 2008 година).

## Биография
Професор доктор Лилия Райчева е родена на 23 март 1950 година в град Чирпан. Завършила е журналистика във Факултета по журналистика и масова комуникация на Софийския университет. Защитила е докторска дисертация в Московски държавен университет „М. В. Ломоносов“. Специализирала е в Ню Йорк и Оклахома (САЩ).
От 1978 г. е преподавател във ФЖМК. Била е ръководител на катедра и зам.-декан.
Създателка е на тв състезанието „Минута е много“. Издала е книгите – "25 години „Минута е много“; "50 години БНТ/ 30 години „Минута е много“; „Феноменът телевизия – трансформации и предизвикателства“ и "Магията „Минута е много“.
Член е на Съюза на българските журналисти.
Между 2001 и 2008 г. е член на Съвета за електронни медии.

### Агентурно минало
През 2014 г. Комисията по досиетата обявява, че проф. Райчева е била секретен сътрудник на Държавна сигурност с псевдоним „Сандра“.

### Личен живот
Съпруга е на журналиста и политик Любомир Коларов. Имат син – Любомир.